# Рзазаде, Эльшан Рашад оглы
Эльшан Рашад оглы Рзазаде (азерб. Rzazadə Elşən Rəşad oğlu; 11 сентября 1993, Ленкорань, Азербайджан) — азербайджанский футболист, амплуа — полузащитник.

## Клубная карьера
Эльшан Рзазаде является воспитанником ленкоранской школы футбола. Начинал заниматься любимой игрой в возрасте 10 лет в родном городе. Первыми тренерами были Намиг Гараев, Дадаш Гамидов и Мирджалал Алиев. В возрасте 14 лет начинает выступать за юношеский состав ФК «Хазар-Ленкорань». В 2012 году переходит в ФК «Баку», в составе дубля которого выступает два сезона. В июле 2014 года разрывает контракт с клубом и получает со стороны АФФА статус свободного агента. Сразу же после этого вновь возвращается в «Хазар-Ленкорань». Летом 2015 года ленкоранцы продлевают контракт с футболистом ещё на три года.
В 2024 году стало вирусным видео, на котором бывший футболист продаёт донер в Лондоне.

### Чемпионат
Статистика выступлений в чемпионате Азербайджана по сезонам:
| № | Сезон       | Клуб              | Игр | Голов | Игр в запасе |
| - | ----------- | ----------------- | --- | ----- | ------------ |
| 1 | 2012 / 2013 | «Баку»            |     |       |              |
| 2 | 2013 / 2014 | «Баку»            |     |       |              |
| 3 | 2014 / 2015 | «Хазар-Ленкорань» | 15  | 0     | 7            |
| 4 | 2015 / 2016 | «Хазар-Ленкорань» | 2   | 1     | 0            |

### Кубок
В Кубке Азербайджана провёл нижеследующие игры:
| № | Сезон       | Клуб              | Игр | Голов | Игр в запасе |
| - | ----------- | ----------------- | --- | ----- | ------------ |
| 1 | 2014 / 2015 | «Хазар-Ленкорань» | 1   | 0     | 1            |

## Достижения
2013 — победитель чемпионата Азербайджана среди дублеров в составе ФК «Баку».